# Звєзда (космічний модуль)

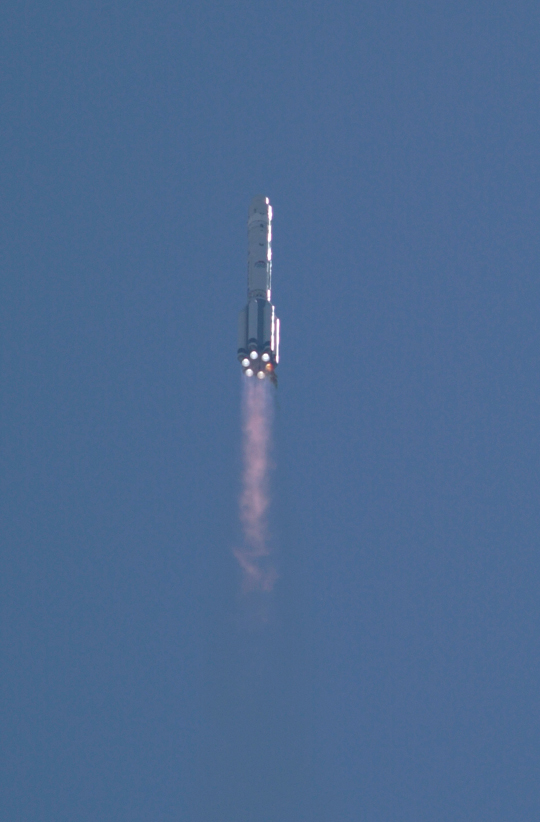
Запуск модуля «Звєзда»

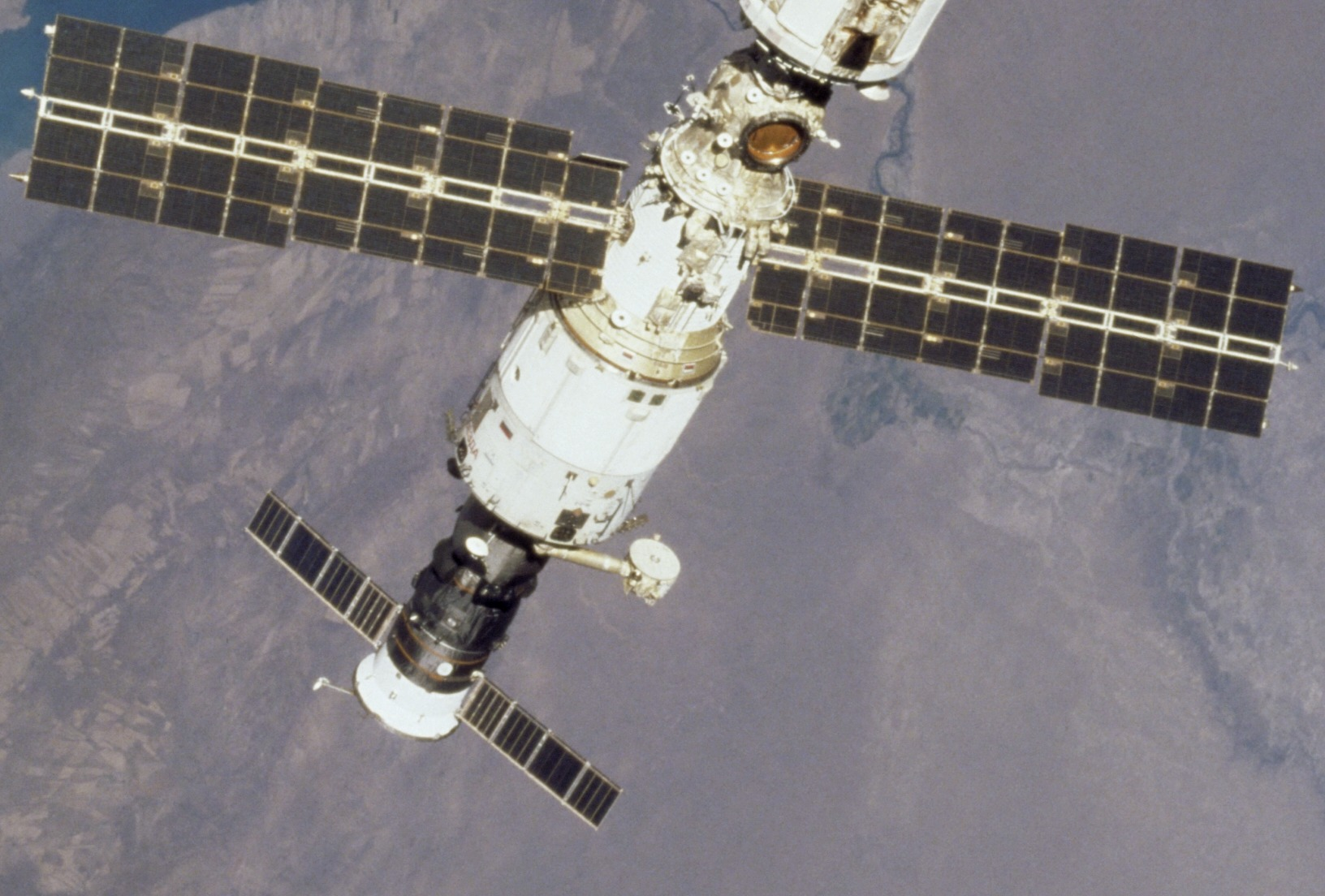
«Звєзда» з пристикованим кораблем Прогрес. (Фото NASA)

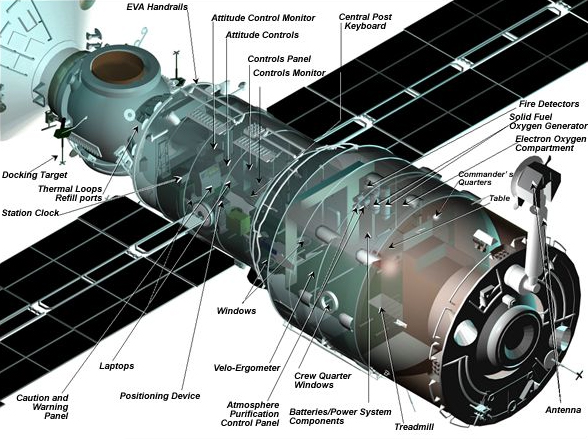
Схема «Звєзди»

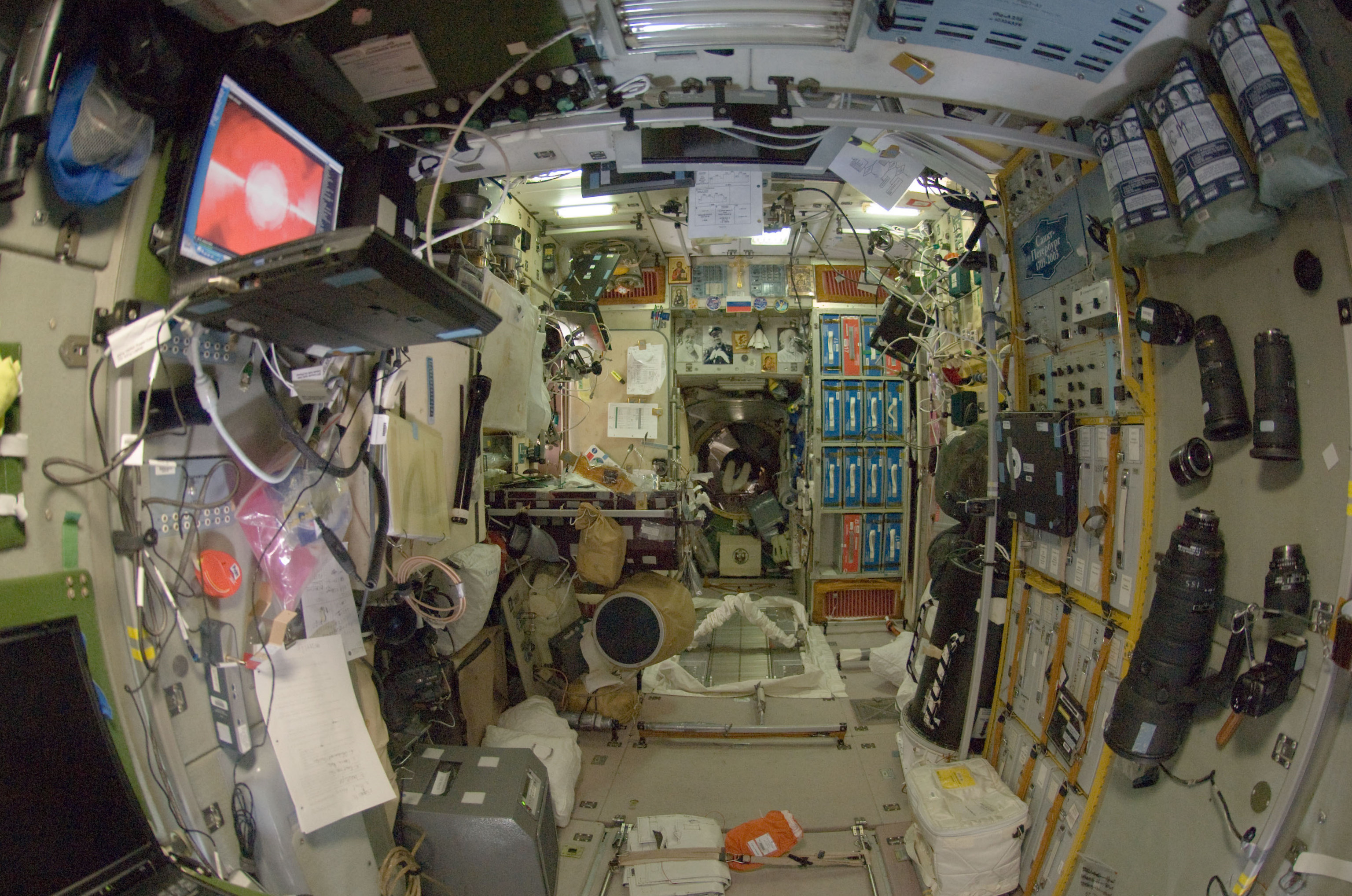
Інтер'єр службового модуля «Звєзда»

Службовий модуль «Звєзда» (рос. Звезда) — третій модуль Міжнародної космічної станції. Другий модуль Російського сегмента. Інша назва — ДОС-8.
Модуль був запущений РН «Протон» 12 липня 2000 і пристикований до заднього стикувального порту «Зарі» 26 липня 2000 р.
Основний внесок Російської Федерації у створення МКС. Житловий модуль станції. На ранніх етапах будівництва МКС виконував функції життєзабезпечення усіх модулів, контролю висоти над Землею, енергопостачання станції, обчислювального центру, центру зв'язку, основного порту для вантажних кораблів «Прогрес». З часом більшість функцій було передано іншим модулям, проте «Звєзда» завжди залишатиметься структурним і функціональним центром російського сегмента МКС.
«Звєзда» критикується за надвисокий рівень шуму, що змушує екіпаж носити затички для вух при перебуванні всередині модуля.

## Розробка
Модуль було виготовлено як базовий блок станції Мир-2, що мала замінити орбітальну станцію «Мир», що відпрацювала свій термін.
Каркас модуля було виготовлено у лютому 1985, у жовтні 1986 було закінчено установку основного обладнання. Модуль подібний за конструкцією до базового модуля станції «Мир».
У 1993 було вирішено використовувати його як один з основних елементів російського вкладу в програму Міжнародної Космічної Станції.
Модернізація відбулась 1998, у модернізованому вигляді модуль «Звєзда» було приєднано 2000 до МКС як другий модуль її російського сегменту.

## Бортові системи
Російський службовий модуль має всі системи, необхідні для роботи як автономний житловий космічний апарат та лабораторія. Він дозволяє перебувати в космосі екіпажу з трьох космонавтів, для чого на борту є система життєзабезпечення і електрична енергоустановка. Крім того, службовий модуль може стикуватися з вантажним кораблем «Прогрес», який раз на три місяці доставляє на станцію необхідні припаси і коригує її орбіту.
Житлові приміщення службового модуля обладнані засобами забезпечення життєдіяльності екіпажу, є персональні каюти відпочинку, медична апаратура, тренажери для фізичних вправ, кухня, стіл для прийому їжі, засоби особистої гігієни. У службовому модулі розташований центральний пост управління станцією з апаратурою контролю.
Модуль оснащений засобами пожежовиявлення та пожежогасіння, до складу яких входять: система виявлення та оповіщення про пожежну ситуації «Сигнал-ВМ», два вогнегасники ОКР-1 і три протигази ІПК-1 М(рос.).
Система Електрон електролізом добуває з конденсованої вологи і стічних вод водень і кисень. Водень викидається в космічний простір, кисень використовується для дихання. Конденсована вода і стічні води можуть бути використані для пиття в надзвичайній ситуації, але зазвичай використовується прісна вода, доставлена з Землі.
Електрон потребує ретельного технічного обслуговування, кілька разів виходила з ладу, що змусило тривалий час використовувати каністри твердопаливного генератору кисню (які були причиною пожежі на «Мирі»).
Система Воздух (рос. Воздух, Повітря), видаляє двоокис вуглецю з повітря за допомогою змінних поглиначів вуглекислого газу.
Зірка містить систему управління, виготовлену ЄКА, яка управляє МКС.

## Опис

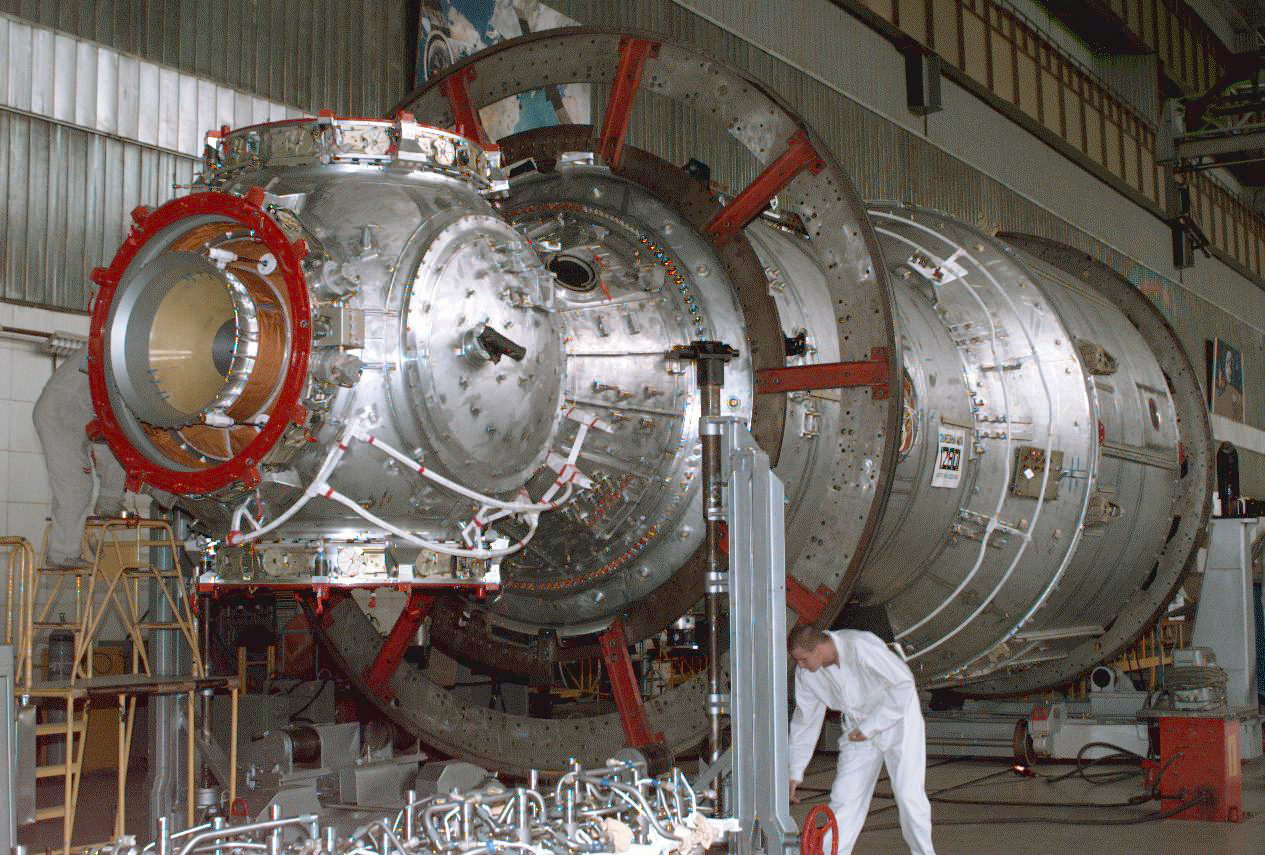
Збірка СМ «Звєзда»

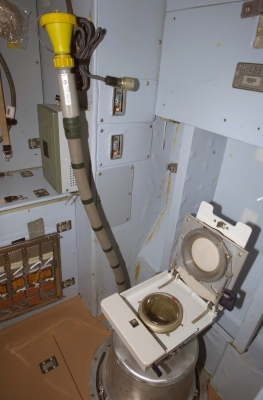
Туалет в житловому модулі «Звєзда»

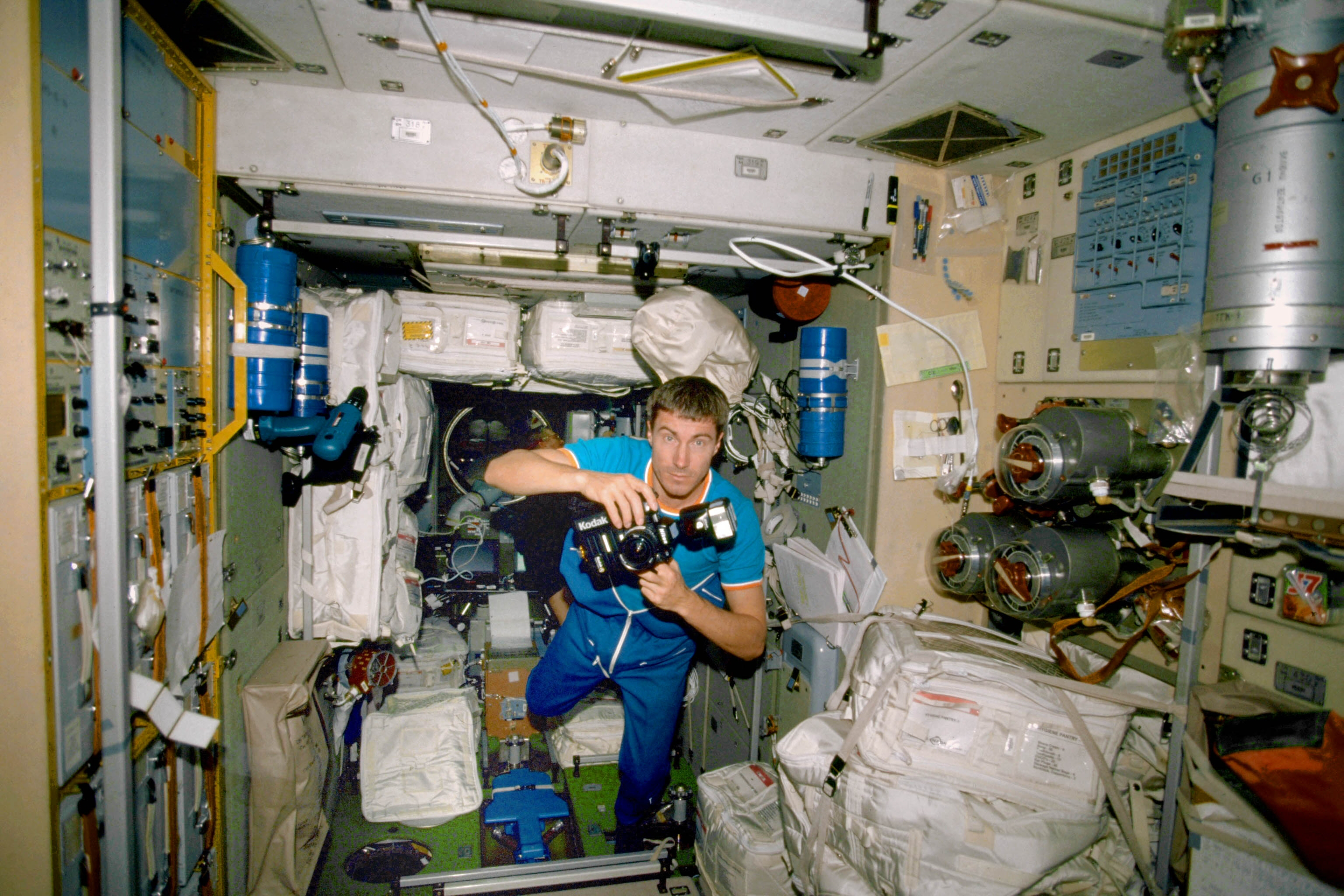
Космонавт Сергій Крикальов в модулі

«Звєзда» складається з циліндричного «робочого відсіку», де екіпажі працюють і живуть, циліндричної «перехідної камери», яка має один стикувальний вузол, негерметичний «агрегатний відсік» навколо перехідної камери, і сферичний «перехідний відсік» з трьома стикувальними вузлами (поздовжній, зенітний і надирний) усього модуль має чотири стикувальні вузли. «Звєзда» має масу близько 18051 кг і довжину 13,1 м. Сонячні панелі мають розмах 29,7 м.
Поздовжній стикувальний вузол «перехідного відсіку» з 26 липня 2000 з'єднано з модулем «Заря». До нижнього (надирного) порту з 16 вересня 2001 пристиковано «Пірс», до верхнього з 12 листопада 2009 — «Поіск». Пірс мають відстикувати і замінити Багатоцільовим лабораторним модулем, доставка якого планується у четвертому кварталі 2016. Поіск мають замінити Вузловим модулем у першому кварталі 2017.
Подібно до базового блоку орбітальної станції «Мир», перехідний відсік може використовуватись як шлюз для виходів у відкритий космос, де космонавти у скафандрах Орлан можуть відкрити один зовнішній люк після закриття інших (усього у відсіку чотири люки), які з'єднують відсік з іншою частиною станції. Відсік як шлюз було використано у Експедиції-2, коли двоє космонавтів встановили стикувальний конус на надирний порт.
В «агрегатному відсіку» розміщено зовнішнє обладнання, зокрема двигуни і паливні баки, термометри, антени. Силова установка складається з 16 невеликих двигунів і двох великих для реактивного руху, і восьми батарей для зберігання енергії.
«Перехідна камера» має автоматичне стикувальне обладнання і використовується для обслуговування російських Союзів, Прогресів і європейських вантажних кораблів.
«Звєзда» може підтримувати життя до шести членів екіпажу і має окремі приміщення для сну двох космонавтів одночасно. Вона також має створену НАСА бігову доріжку з системою віброізоляції і велосипед для фізичних вправ, туалет та інші об'єкти гігієни та камбуз з холодильником і морозильною камерою. Модуль має основні російські комп'ютери для навігації і управління.
«Звєзда» має 14 вікон: два вікна діаметром 230 мм, одне в кожному з двох відсіків для сну екіпажу (вікна № 1 і 2); шість вікон діаметром 230 мм (№ 3, 4, 5, 6, 7 і 8) у «підлозі» перехідного відсіку; вікно діаметром 410 мм в робочому відсіку (№ 9); вікно діаметром 76 мм у перехідній камері (№ 10); три вікна діаметром 230 мм у передньому кінці перехідного відсіку (№ 12, 13 і 14), для спостереження кораблів, що наближаються. Примітка: Вікно № 11 відсутнє у всіх доступних джерелах.
| Параметри                                  | Значення |
| ------------------------------------------ | -------- |
| Стикувальні вузли                          | 4        |
| Ілюмінатори                                | 13       |
| Маса модуля, кг:                           |          |
| на етапі виведення                         | 22776    |
| на орбіті                                  | 20320    |
| Габарити модуля, м:                        |          |
| довжина з обтічником і проміжним відсіком  | 15,95    |
| довжина без обтічника і проміжного відсіку | 12,62    |
| діаметр максимальний                       | 4,35     |
| ширина з розкритими сонячними батареями    | 29,73    |
| Об'єм, м³:                                 |          |
| внутрішній об'єм з обладнанням             | 75,0     |
| внутрішній герметичний об'єм               | 46,7     |
| Система електропостачання:                 |          |
| робоча напруга, В                          | 28       |
| потужність сонячних батарей, кВт           | 10       |
| Рушійна установка:                         |          |
| маршові двигуни, кгс                       | 2×312    |
| двигуни орієнтації, кгс                    | 32×13,3  |
| маса окислювача (тетроксид азоту), кг      | 558      |
| маса пального (НДМГ), кг                   | 302      |

## Події
29 червня 2010 Союз ТМА-19 відстикувався від службового модуля «Звєзда» російського сегменту Міжнародної космічної станції і зробив півгодинний переліт на новий модуль «Рассвет», з яким було здійснено перше стикування.